# Alois Hrdlička (právník)
Alois Jan Hrdlička (19. ledna 1849 Vranůvek, dnes Břasy – 30. dubna 1906 Královské Vinohrady) byl český právník, soudce, c. k. soudní rada, tajemník Českého zemského soudu v Praze. Hrobka jeho rodiny u hlavní vstupní brány Olšanských hřbitovů patří k největším hrobovým objektům v areálu celého pohřebiště.

## Život

### Kariéra
Narodil se počátkem roku 1849 jako syn Jana Hrdličky, pachtýře vrchnostenského hostince U havířů ve Vranůvku (dnes Břasy)  a později sládka v Týně nad Vltavou. (Některé zdroje uvádějí nesprávný rok narození 1848.)
Získal právní vzdělání, stal se soudcem. Působil například jako adjunkt u okresního soudu v Kouřimi. Roku 1883 se přestěhoval do Prahy a v rámci své kariéry se vypracoval na pozici tajemníka pražského zemského soudu. Zemský soud byl v tehdejší době tribunálem instance pozdějšího krajského soudu, celkem se v zemích Koruny české nacházely tři: v Praze (český), Brně (moravský) a Opavě (slezský). Za své zásluhy získal titul c. k. soudního rady. Pojal za manželku Jindřišku Wurmovou (Henrietta Cl., 1857-1924), rodina žila na Královských Vinohradech.

### Hrobka na Olšanech

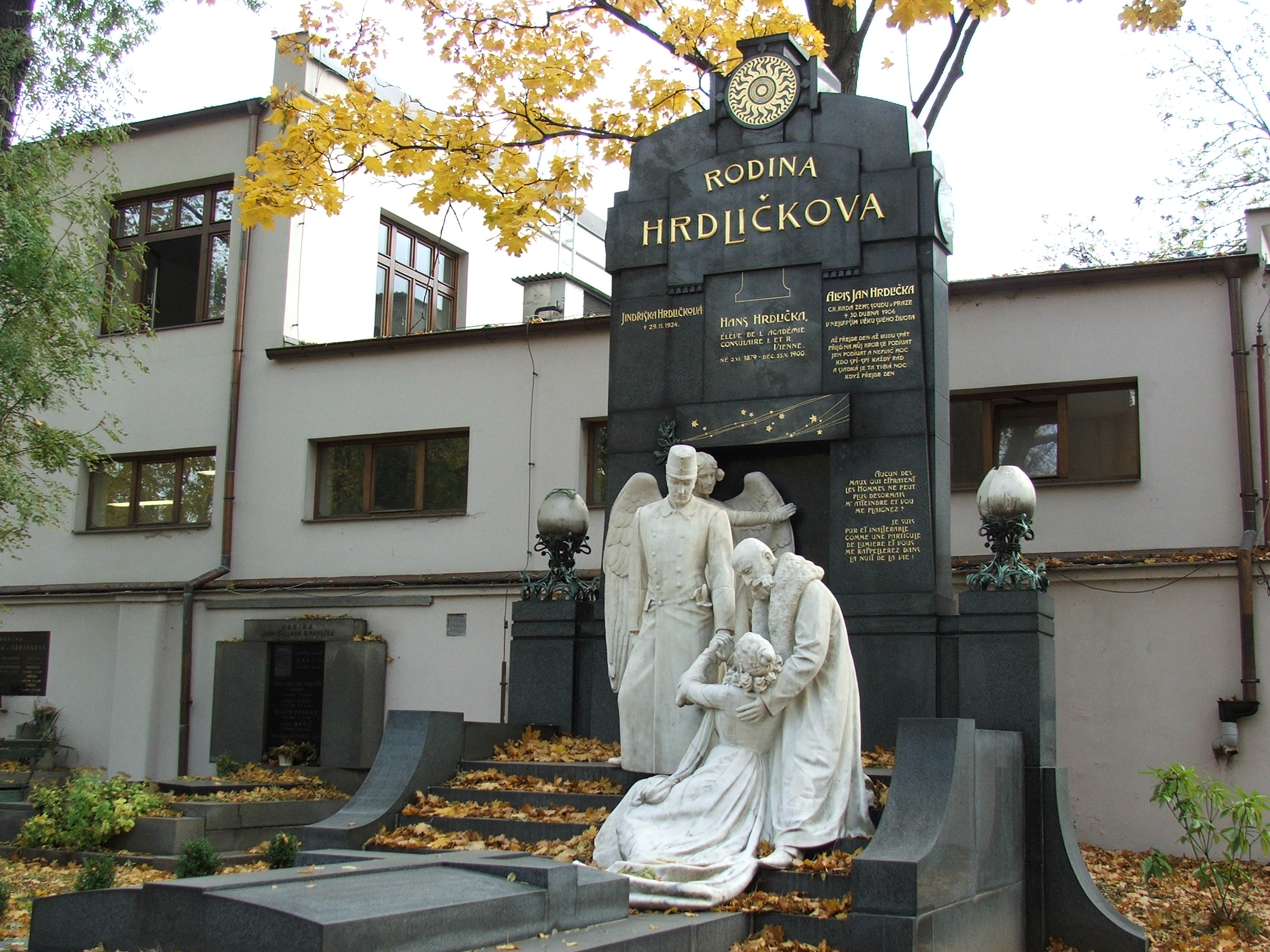
Hrobka rodiny Hrdličkovy na Olšanských hřbitovech v Praze

Dne 25. května 1900 předčasně zemřel jediný potomek Hrdličkových, syn Jan (Hans, * 3. července 1879 v Kouřimi), posluchač druhého ročníku c. a k. Konzulární akademie ve Vídni (dříve Orientální akademie), rakouské instituce pro vzdělávání budoucích diplomatů. Rodiče Alois a Jindřiška Hrdličkovi nechali u firmy Pupp a Škarka vypracovat projekt majestátní rodinné hrobky, které dominuje sousoší Matčin sen od akademického sochaře Františka Rouse. Sousoší z bílého mramoru zobrazuje čtyři postavy: truchlící rodiče Hrdličkovy, syna Jana oděného ve školní uniformě a postavu anděla. Hrobka je umístěna na honosném místě u hlavní jižní brány pražských Olšanských hřbitovů a řadí se k jedněm z největších hrobek na celém komplexu hřbitovů. Slavnostně byla odhalena v červnu 1904.

### Závěr života

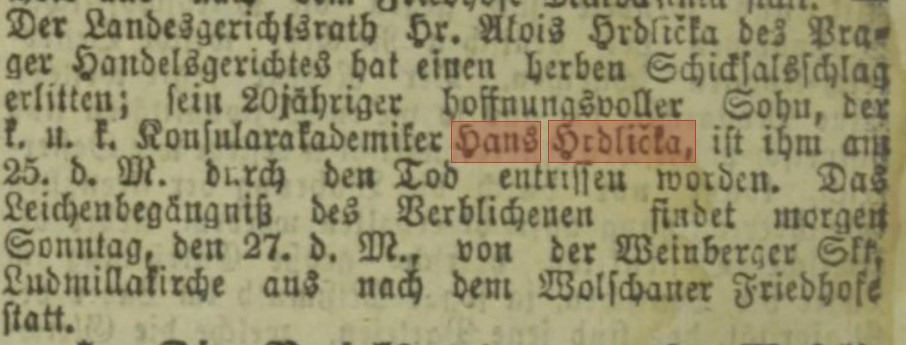
Oznámení o úmrtí Jana Hrdličky (Prager Abendblatt, 26. 5. 1900)

Poslední léta Hrdličkova života byla tíživá. Na podzim 1904 byl obviněn, že v jistém soudním procesu ovlivňoval svědky. Byl penzionován, zpočátku dokonce bez přiznání důchodu. V tisku se také objevovaly zprávy, zčásti dementované, že neloajálně zasílal informace o nepříznivých poměrech v pražských věznicích do Vídně, bez vědomí přímých nadřízených. V téže době také onemocněl a byl od té doby upoután na lůžko. V dubnu 1905 byl obžalován pro podvod. Podle žalobce měl roku 1895 za úplatek intervenovat ve prospěch výrobce lihovin, roku 1901 pomáhat bohatému mladíkovi vyhnout se vojenské službě a v roce 1902 nesprávně uvést některá fakta, když svědčil v procesu svého známého, podvodného genealoga Aloise Müllera. Jako jeden z nepřímých důkazů údajného úplatkářství se uváděla i drahá hrobka, kterou si podle názoru žalobce nemohl ze svého platu dovolit. V žádném z těchto případů mu ale nebyla prokázána vina a porota ho velkou většinou osvobodila. Bylo ale proti němu zavedeno disciplinární řízení, v jehož důsledku byl propuštěn ze státní služby bez nároku na penzi; kasační soud ve Vídni ale v březnu 1906 rozhodl, že bude penzionován v hodnosti soudního rady s přiznaným důchodem.
Týž měsíc ale stál znovu před soudem. Žalobu na něj podal sochař František Rous kvůli částce 10.400 korun, které mu měl dlužit za zhotovení náhrobku. Cena celé zakázky byla podle něj 30.500 korun, z toho 18.000 na výlohy a 12.500 na honorář, přičemž Hrdlička mu zaplatil pouze 20.100 korun. Hrdlička se prostřednictvím advokáta hájil, že dohodnutá cena byla nižší a že zaplatil naopak víc, než byl povinen. Dokazování bylo obtížné – bylo nutné vyslýchat svědky, kteří se transakce přímo neúčastnili. V průběhu tohoto procesu Hrdlička zemřel, výsledek se nepodařilo z dostupných zdrojů zjistit.
Alois Hrdlička zemřel 30. dubna 1906 na Královských Vinohradech a byl pohřben do rodinné hrobky na Olšanech. Roku 1924 zemřela vdova Jindřiška a byla pohřbena se svým manželem a synem.

### Zajímavosti
Postava Aloise Hrdličky v sousoší může nápadně připomínat rakouského císaře Františka Josefa I., což posléze vedlo ke vzniku legend o důvodech zpodobnění císaře. Ty se však nezakládají na pravdě, podle tehdejší legislativy by takové ztvárnění postavy bylo dokonce nezákonné.
Pomník se stal jednou z dominant Olšanských hřbitovů a byl v minulosti rovněž vydáván na pohlednicích.